# Lõunaküla
Lõunaküla (‘Zuiderdorp’, Zweeds: Storbyn, ‘groot dorp’) is een plaats op het Estlandse eiland Naissaar, dat deel uitmaakt van de gemeente Viimsi in de provincie Harjumaa. De plaats heeft de status van dorp (Estisch: küla) en telt 7 inwoners (2021).

## Ligging
Lõunaküla ligt aan de zuidkant van het eiland. Hier ligt de haven en staat ook de kerk van het eiland.

## Geschiedenis
Lõunaküla werd voor het eerst genoemd in 1854 onder de Duitse naam Das Größere Dorf, een vertaling van de Zweedse naam Storbyn. Na de Tweede Wereldoorlog werd de verdeling van Naissaar in drie dorpen (Lõunaküla, Tagaküla en Väikeheinamaa) opgeheven: er was nog maar één dorp, Naissaare. In 2011 werd de onderverdeling in drie dorpen hersteld.
De houten kerk, gewijd aan Maria, is gebouwd in 1934 en ingewijd in 1938. Het gebouw is een monument.

## Foto's

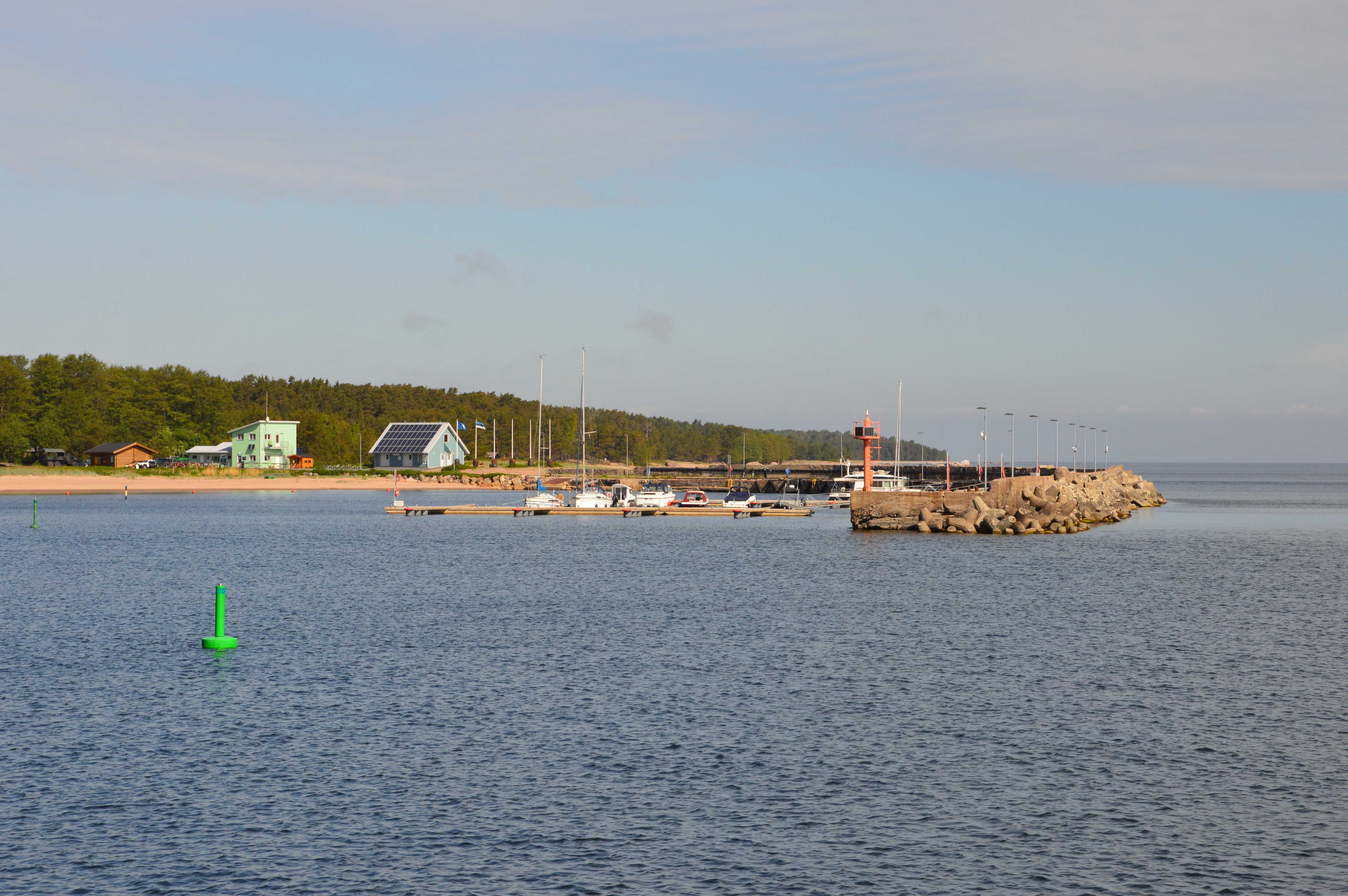
De haven van Naissaar
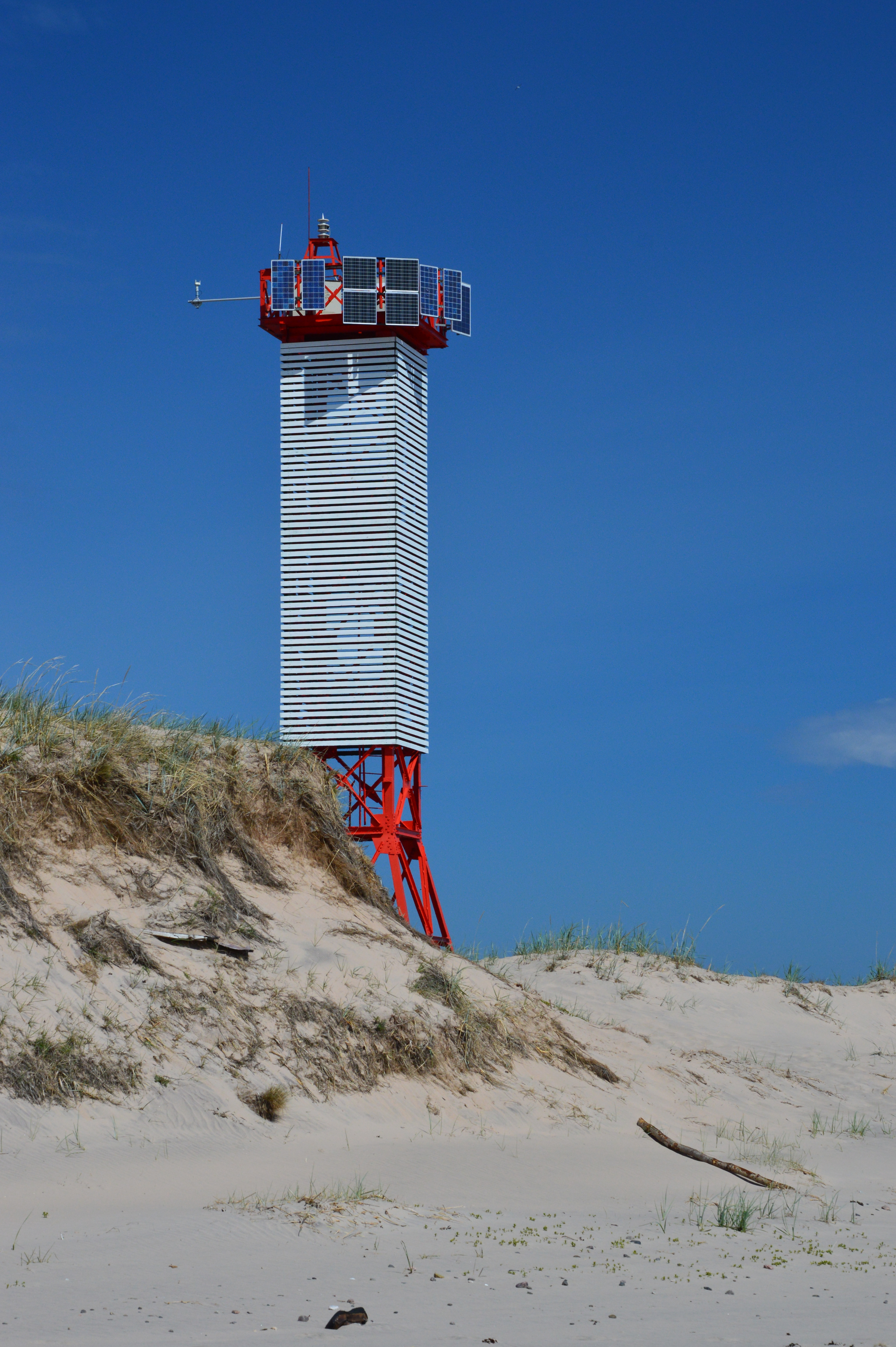
Lichtbaken aan de kust
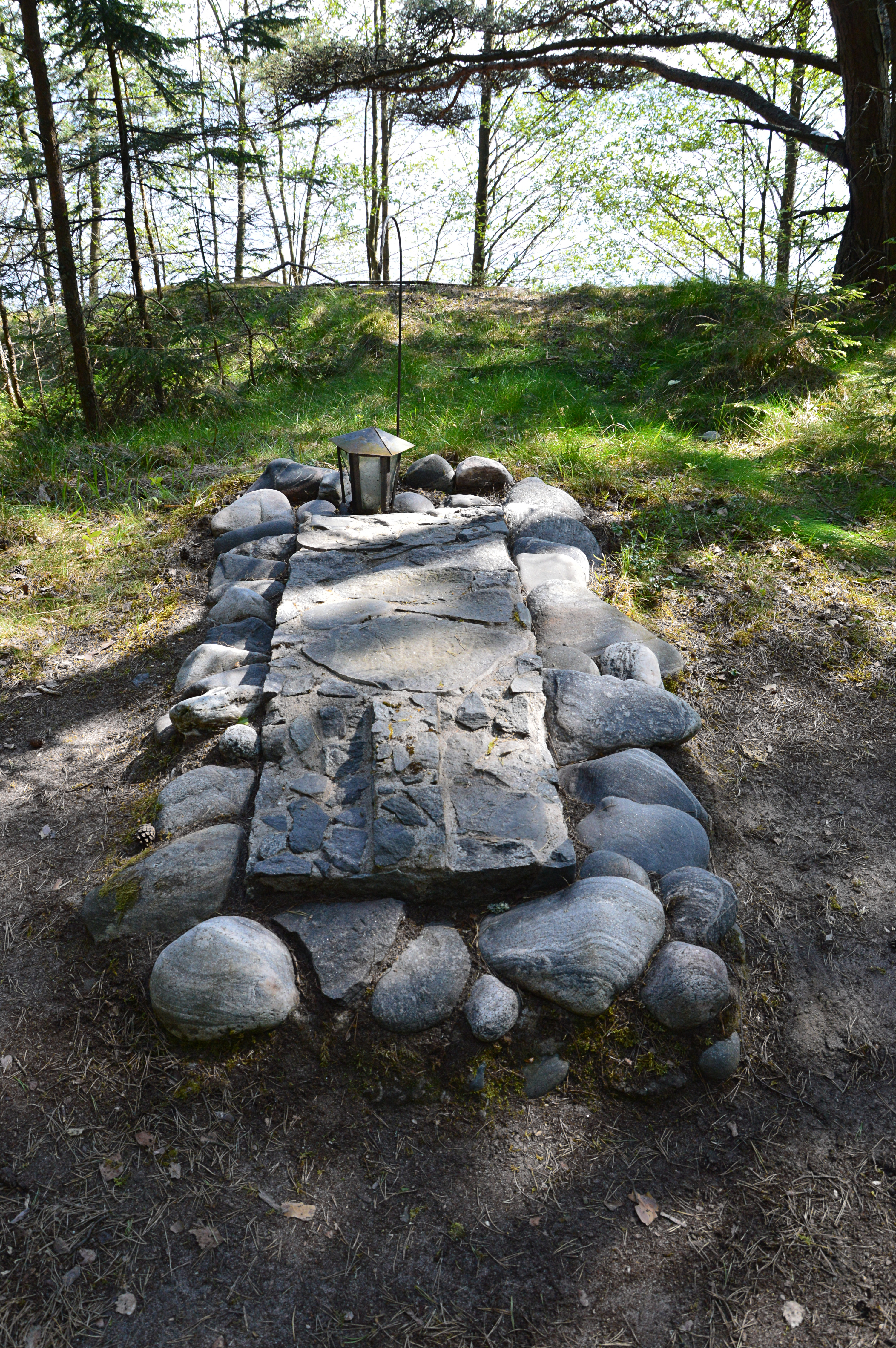
Monument voor een verdronken scheepskapitein
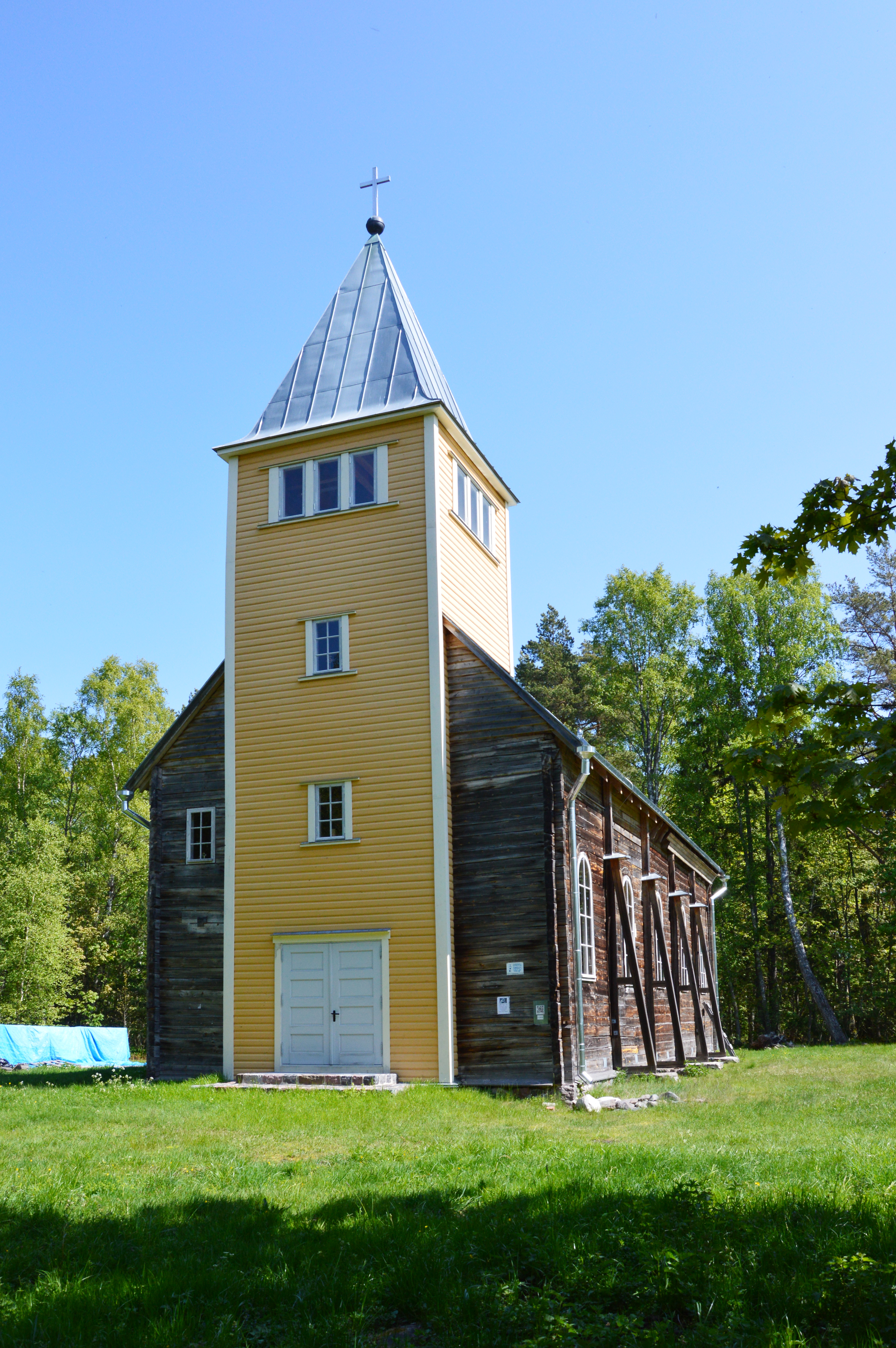
De Mariakerk
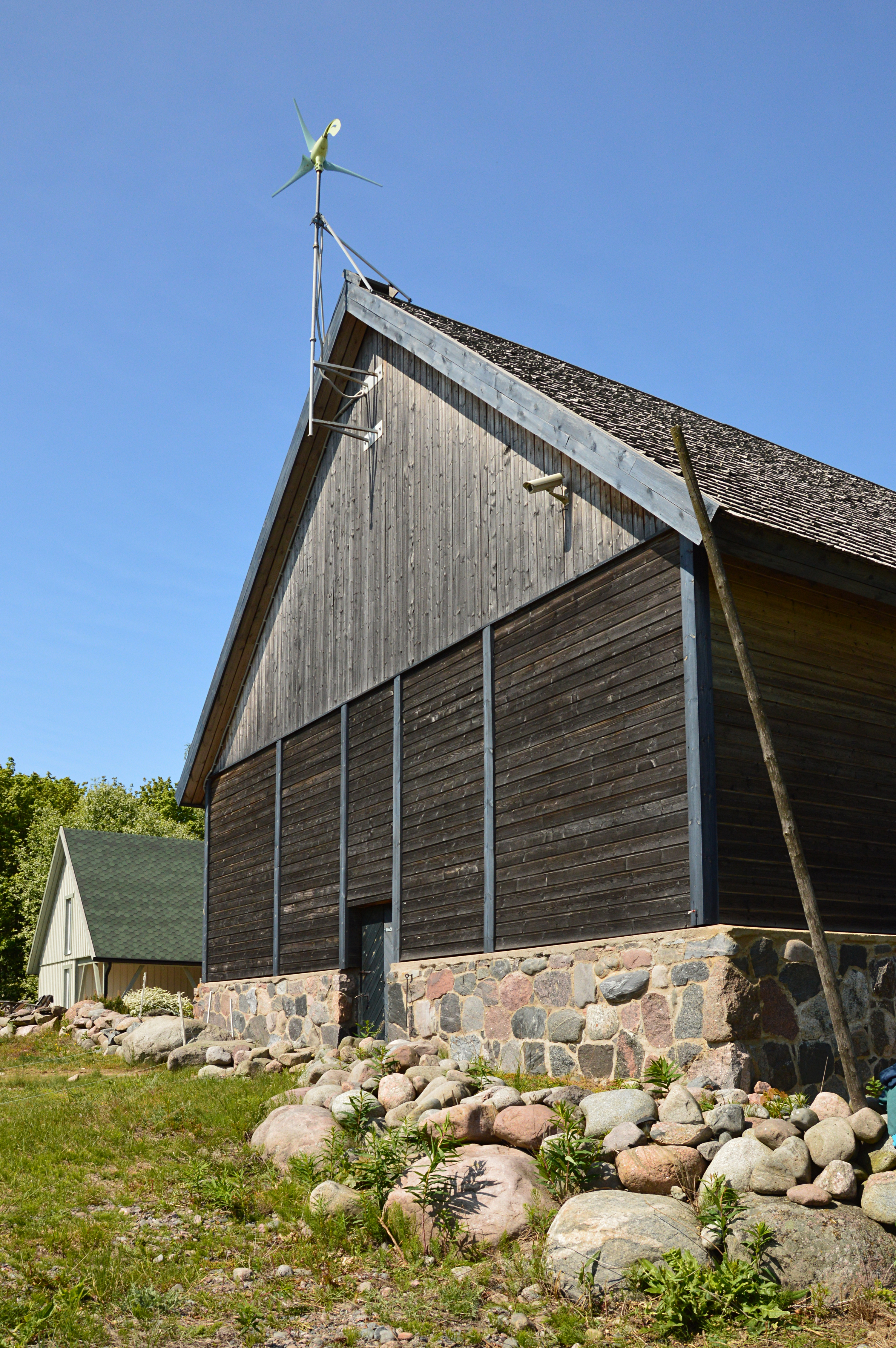
De ‘schuur van Omar’, de plaatselijke concertzaal